# Ривердејл (Јута)
Ривердејл (енгл. Riverdale) град је у америчкој савезној држави Јута.

## Демографија
По попису из 2010. године број становника је 8.426, што је 770 (10,1%) становника више него 2000. године.
| Група             | 2000.         | 2010.         |
| Белци             | 6.792 (88,7%) | 6.897 (81,9%) |
| Афроамериканци    | 113 (1,5%)    | 113 (1,3%)    |
| Азијати           | 106 (1,4%)    | 136 (1,6%)    |
| Хиспаноамериканци | 488 (6,4%)    | 1.079 (12,8%) |
| Укупно            | 7.656         | 8.426         |